# Valter Birsa
Valter Birsa (Šempeter pri Gorici, República Socialista de Eslovenia, 7 de agosto de 1986) es un exfutbolista esloveno que jugaba de centrocampista.

## Selección nacional
Fue internacional con la selección de fútbol de Eslovenia en 90 partidos, siendo en 2010 el capitán de su selección nacional. Aunque no pasaron de la primera ronda, fueron una de las sorpresas en el torneo, al igual que Eslovaquia. En ese equipo se encontraba también su amigo Rene Krhin.

### Participaciones en Copas del Mundo
| Mundial                        | Sede      | Resultado    |
| ------------------------------ | --------- | ------------ |
| Copa Mundial de Fútbol de 2010 | Sudáfrica | Primera fase |

## Clubes
| Club                        | País      | Año       |
| --------------------------- | --------- | --------- |
| N. K. Primorje              | Eslovenia | 2003-2004 |
| N. D. Gorica                | Eslovenia | 2004-2006 |
| F. C. Sochaux-Montbéliard   | Francia   | 2006-2009 |
| A. J. Auxerre (cedido)      | Francia   | 2009      |
| A. J. Auxerre               | Francia   | 2009-2011 |
| Genoa C. F. C.              | Italia    | 2011-2013 |
| Torino F. C. (cedido)       | Italia    | 2012-2013 |
| A. C. Milan                 | Italia    | 2013-2015 |
| A. C. ChievoVerona (cedido) | Italia    | 2014-2015 |
| A. C. ChievoVerona          | Italia    | 2015-2019 |
| Cagliari Calcio             | Italia    | 2019-2020 |

## Palmarés

### Títulos nacionales
| Título          | Club                      | País      | Año  |
| --------------- | ------------------------- | --------- | ---- |
| Prva SNL        | N. D. Gorica              | Eslovenia | 2005 |
| Prva SNL        | N. D. Gorica              | Eslovenia | 2006 |
| Copa de Francia | F. C. Sochaux-Montbéliard | Francia   | 2007 |